# Małgorzata Colonna
Małgorzata Colonna (ur. 1255 w Palestrinie, zm. 30 grudnia 1284) – włoska klaryska i błogosławiona Kościoła katolickiego.

## Życiorys
Urodziła się w Palestrinie w 1255 r. Pochodziła z bogatej i szlacheckiej rodziny. Wychowaniem Małgorzaty zajmowała się matka (Magdalena z Orsinich), która znała św. Franciszka. Kiedy rodzice dziewczyny zmarli, więc została oddana pod opiekę swojego starszego brata Jana.
Jako młoda kobieta poczuła powołanie do służby Bogu. Postanowiła więc oddać majątek i w 1273 r. wstąpiła do zakonu klarysek w Monte Prenestino (dzisiejszym Castel San Pietro). Odznaczała się pokora i pracowitością, a także oddaniem w niesieniu pomocy ludziom. Pomagała m.in. chorym podczas panującej zarazy.
Według tradycji chrześcijańskiej została obdarzona z wieloma charyzmatami i stygmatami. Miewała dar łez, ekstaz i wizji mistycznych. Podczas jednej z modlitw dostąpiła tzw. mistycznych zaślubin z Chrystusem. Ukazał się on Małgorzacie, a następnie nałożył na jej palec obrączkę, a na głowę koronę z lilii. Obdarzył ją także stygmatem przebitego boku i serca. Ukazała się jej także Matka Boża z Dzieciątkiem na rękach w noc Bożego Narodzenia 1280 r..
Po przyjęciu wiatyku z rąk swojego brata kardynała Jakuba Colonna poprosiła, aby wzorem św. Franciszka położono ją na nagiej ziemi. 30 grudnia 1280 r. na jej prośbę podano krzyż, który ucałowała i przycisnęła do piersi. Po wypowiedzeniu ostatnich słów skierowała wzrok w górę i oddała ducha.
Jej beatyfikacji dokonał Pius IX 17 września 1847 r..